# Secretaria de Informação e Saúde Digital
| Secretaria de Informação e Saúde Digital do Ministério da Saúde |                               |
| www.gov.br/saude/pt-br                                          |                               |
| Criação                                                         | 1 de janeiro de 2023 (2 anos) |
| Atual secretário                                                | Ana Estela Haddad             |

A Secretaria de Informação e Saúde Digital (SEIDIGI) é uma unidade da estrutura organizacional do Ministério da Saúde do Brasil criada no terceiro governo Lula através do Decreto Nº 11.358 de 1º de janeiro de 2023 da Presidência da República.
Tem a função de coordenar a transformação digital do Sistema Único de Saúde (SUS), processo que envolve, por exemplo, a difusão da cultura de Saúde Digital entre profissionais e usuários do SUS, a incorporação de ferramentas e serviços digitais, a implementação de soluções tecnológicas na gestão dos dados e o aprimoramento dos diversos sistemas de informação em saúde. É responsável pela execução do Programa SUS Digital, lançado em 2024, o qual define as principais diretrizes para a condução deste processo.
A SEIDIGI está organizada em três departamentos: Departamento de Saúde Digital e Inovação, Departamento de Informação e Informática do Sistema Único de Saúde (DATASUS) e Departamento de Monitoramento, Avaliação e Disseminação de Informações Estratégicas em Saúde.

Desde sua criação, a Secretaria é chefiada pela professora e pesquisadora da Faculdade de Odontologia da Universidade de São Paulo, Ana Estela Haddad.